# 恋愛レボリューション21
『恋愛レボリューション21』（れんあいレボリューションにじゅういち）は、モーニング娘。の11枚目のシングル。2000年12月13日に発売された。

## 概要
「ハッピーサマーウェディング」以来4作目のダンス☆マン編曲によるディスコティックな楽曲。
初代リーダー中澤裕子がモーニング娘。として参加した、最後のシングル。
また、曲のタイトルからして新世紀を強く意識したものになっているが、20世紀最後のシングルでもある。
センターは安倍なつみと後藤真希の2人。
メンバーの衣装の色分けは、紫：中澤・保田、黄色：飯田・矢口、赤：安倍・後藤、緑：石川・辻、青：吉澤・加護。
テレビ東京系列『アイドルをさがせ!』オープニング・テーマ、タカラ「e-kara」およびソニー・コンピュータエンタテインメント「EyeToyフリフリダンス天国」のCMソングに起用。
カップリング曲「インスピレーション!」とともに『サルティンバンコ2000』のテーマソングで「サルティンバンコファンクラブ代表」としてモーニング娘。が出演する宣伝番組で使用された。2000年7月にレコーディングされていたが、当初「発売予定はない」と発表されていた。
オリコンの集計でミリオンに迫る売上（98.6万枚）を記録。公称セールスではミリオンセラー（113万枚）となっている。
2000年12月7日放送分『2000 FNS歌謡祭』において、奇抜な髪型と配管付きエナメル素材の近未来的な衣装でテレビ番組初披露された。
2001年1月24日に12インチ盤が発売。12インチ盤は、本作品の3曲に加えて「インスピレーション!」のInstrumentalが収録。
2001年3月31日放送フジテレビ特別番組『モーニング娘。のサルティンバンコに連れてって!! 緊急中澤スペシャル』でLOVE LOVE ALL STARSの生演奏で歌披露。
2007年9月26日発売コンピレーション・アルバム『つんく♂ベスト作品集(上)「シャ乱Q〜モーニング娘。」〜つんく♂芸能生活15周年記念アルバム〜』に収録。付属ブックレットには本楽曲のパート割りが記載。
2009年12月、2010年11月、日清食品のカップ麺『太麺堂々』のCM「力士のラーメンレボリューション編」と「ショッカー編」にて、替え歌バージョンが起用された。歌唱は当時のモーニング娘。（本作参加メンバーは全員卒業・脱退済、リーダーは高橋愛）が担当。CMに本人達は登場しない。本バージョンは『プッチベスト11』に「ラーメンレボリューション2010 Long Type」としてフルサイズで収録。
2010年9月15日にアーケードで稼働したコナミデジタルエンタテインメントの音楽ゲーム『beatmania IIDX 18 Resort Anthem』では秋葉工房によるリミックスとして収録。
2012年3月27日にアーケードで稼働したコナミデジタルエンタテインメントの音楽ゲーム『Dance Evolution ARCADE』では楽曲自体はカバー曲だが、本曲の振り付けを担当した夏まゆみによるモーションキャプチャーを元にしたダンスパターンが収録。
2013年には当時のメンバーによるセルフカバーバージョンが『The Best!〜Updated モーニング娘。〜』に収録。エレクトロ調にリアレンジされ、振付も変更されている。
2013年、保田圭が出演するソフト99コーポレーションの「フクピカ」のCMソングとして歌詞を変えて起用された。
2019年、ミランダ・カーが出演するTHEグローバル社のCMソングとして歌詞を変えて起用された。
2020年、浜辺美波と星野源が出演するNTTドコモの「モンジュウロウがイイ感じ」篇のCMソングとして歌詞を変えて起用された。
2023年、本田翼が出演するZOZOの「ZOZO MUSIC SHOW Y2K」篇のCMソングとして歌詞を変えて起用された。
2024年、バナナマンが出演するアサヒビールの「アサヒスタイルフリー」うまいものには篇のCMソングとして起用された。
同年に発売された発売アルバム『モーニング娘。ベストセレクション 〜The 25周年〜』では2013年バージョンを基に発売時点のメンバー（17期メンバーの井上春華・弓桁朱琴を除く）により再度セルフカバーされたバージョンを収録。

## 収録曲
全作詞・作曲：つんく
1. 恋愛レボリューション21
編曲：ダンス☆マン
2. インスピレーション!
編曲：鈴木俊介、ブラスアレンジ：小林正弘
3. 恋愛レボリューション21（Instrumental）

## 参加メンバー
- 1期：中澤裕子、飯田圭織、安倍なつみ
- 2期：保田圭、矢口真里
- 3期：後藤真希
- 4期：石川梨華、吉澤ひとみ、辻希美、加護亜依

## 参加ミュージシャン
- ダンス☆マン&THE BAND☆MAN (1)
  - HYU HYU - ドラム 
  - TOCA - ベース
  - JUMP MAN - ギター
  - WATA-BOO - キーボード
  - STAGE CHAKKA MAN - パーカッション
  - D.J.ICHIRO - ターンテーブル
  - ダンス☆マン - スペイシー・フェイク
- U.M.E.D.Y. - ラップ&声
- つんく - コーラス(1,2)、ファンキーボイス(2)
- 鈴木俊介 - ギター&プログラミング&Talker(2)
- 佐野康夫 - ドラム(2)
- 小松秀行  - ベース(2)
- 坂井秀彰 - パーカッション(2)
- 小林正弘 - トランペット(2)
- 小林太 - トランペット(2)
- 沢野博敬 - トランペット(2)
- 河合わかば - トロンボーン(2)
- 織田浩司 - サックス(2)
- 橋本慎 - Talker(2)

## 収録アルバム
- ベスト! モーニング娘。1
- 4th「いきまっしょい!」
- モーニング娘。 ALL SINGLES COMPLETE 〜10th ANNIVERSARY〜
- The Best!〜Updated モーニング娘。〜（updated）
- モーニング娘。ベストセレクション 〜The 25周年〜（updated 23 Ver.）

## カバー
国内
- 今井麻美、原由実、沼倉愛美、下田麻美 - アルバム『THE IDOLM@STER STATION!!! THIRD TRAVEL WANTED』（2011年4月13日発売）に収録。
- ヒステリックパニック - アルバム『サバイバル・ゲーム』（2019年10月9日発売）に収録。
- Happy Around![メンバー 1] - アルバム『D4DJ Groovy Mix カバートラックス vol.1』（2021年1月20日発売）に収録[10]。

国外
- 4 in Love（台湾） - アルバム『誰怕誰』（2001年7月19日発売）に収録。
- Donna McAfee（アメリカ） - トリビュートアルバム『カバー・モーニング娘。!』（2001年12月19日発売）に収録。
- ヒョニョン（韓国）- デジタルシングル「恋愛革命(연애혁명)」（2007年5月23日発売）に収録。
- アイスクリー娘。（台湾） - ミニアルバム『1st最高!』（2009年1月31日発売）に収録。

## コラボレーション
| 番組                                                                                         | 放送日         | コラボレーション                                         |
| -------------------------------------------------------------------------------------------- | -------------- | -------------------------------------------------------- |
| SMAP×SMAP                                                                                    | 2003年12月29日 | モーニング娘。×SMAP                                      |
| 2011 FNS歌謡祭                                                                               | 2011年12月7日  | モーニング娘。×ドリーム モーニング娘。                   |
| 2015 FNSうたの夏まつり                                                                       | 2015年7月29日  | モーニング娘。'15×ふなっしー                             |
| FNS27時間テレビ めちゃ2ピンチってるッ! 1億2500万人の本気になれなきゃテレビじゃないじゃ〜ん!! | 2015年7月26日  | モーニング娘。OG×岡村隆史                                |
| 2015 FNS歌謡祭 THE LIVE                                                                      | 2015年12月16日 | モーニング娘。'15×℃-ute×アンジュルム×ももいろクローバーZ |

※いずれもフジテレビ系列の番組。

### ユニットメンバー
1. ↑  愛本りんく（西尾夕香）、明石真秀（各務華梨）、大鳴門むに（三村遙佳）、渡月麗（志崎樺音）